# Ubaldo Matildo Fillol
Ubaldo Matildo Fillol (San Miguel del Monte, Buenos Aires, 21 de juliol de 1950) és un futbolista argentí retirat que jugava com a porter.

## Trajectòria
El seu principal club fou River Plate, on jugà nou temporades. També defensà els colors de clubs com Quilmes AC, Racing Club, Flamengo de Rio de Janeiro o Atlètic de Madrid. El 1977 fou escollit futbolista argentí de l'any, essent el primer porter a rebre aquest premi.
Fou internacional amb la selecció argentina amb la qual disputà tres Mundials, Alemanya 1974, Argentina 1978, on fou campió i escollit millor porter, i Espanya 1982. També disputà les eliminatòries del Mundial de Mèxic 1986 però finalment no fou escollit per participar-hi. Com a dada curiosa, al Mundial de 1978 portà la samarreta amb el número 5 en comptes del tradicional número 1 dels porters perquè la selecció atorgà els dorsals alfabèticament. El 1982 portà el número 7.
Ha estat entrenador de porters de la selecció argentina i primer entrenador de Racing Club durant 30 partits.